# Cearbhall Ó Dálaigh
Cearbhall Ó Dálaigh (12. února 1911 – 21. března 1978) byl irský politik. V období 1974-1976 zastával úřad prezidenta Irska. Rezignoval již po dvou letech kvůli sporu s vládou Liama Cosgravea.
Od třicátých let měl dobré vztahy se stranou Fianna Fáil, zejména s předsedou této strany Éamonem de Valerou, který ho jmenoval generálním prokurátorem (1946–1948, 1951–1953) a roku 1953 – jakožto nejmladšího v historii – členem Nejvyššího soudu. Další vrcholný představitel Fianna Fáil Seán Lemass ho pak jmenoval předsedou Nejvyššího soudu (1961–1973). Když roku 1974 náhle zemřel prezident Erskine Hamilton Childers, dohodli se dvě hlavní politické síly Fianna Fáil (která o Dálaighovi jako prezidentském kandidátu uvažovala již předešlého roku) a Fine Gael, že jeho nástupcem zvolí právě nestraníka a uznávaného odborníka Dálaighe. Již po dvou letech se však dostal do vážného střetu s vládou tvořenou koalicí Fine Gael a labouristy. Vše začalo tím, že 23. července 1976 Irská republikánská armáda spáchala atentát na velvyslance Velké Británie Christophera Ewart-Biggse. Irská vláda Liama Cosgravea na to reagovala s rozhořčením a rozhodla se vyhlásit stanné právo. Dálaigh to však viděl jako protiústavní krok a předložil zákon o vyhlášení stanného práva k posouzení Nejvyššímu soudu. Když Nejvyšší soud zákon posvětil, i Dálaigh ustoupil a zákon 16. října 1976 podepsal. Ve stejný den však další akce IRA stála život policisty a ministři nepřímo obvinili prezidenta z podílu na této smrti, kvůli otálení s vyhlášením stanného práva. Vše vyvrcholilo proslulým incidentem 17. října v kasárnách Mullingar, kde ministr obrany Paddy Donegan před mnoha svědky velmi vulgárně (o míře vulgarity dodnes existují spekulace) prezidenta napadl. Prezident Dálaigh se cítil hluboce uražen a odmítl s Doneganem komunikovat, což byla patová situace vzhledem k tomu, že prezident je v Irsku (jako i v jiných státech) nejvyšším velitelem ozbrojených sil a ministr je, jakkoli velmi formálně, jeho podřízeným. Donegan se rozhodl nabídnout premiéru Cosgraveovi svou rezignaci, ten ji však odmítl, což Dálaigha zaskočilo a ještě více urazilo – 22. října 1976 podal demisi, aby "hájil čest úřadu prezidenta".